# Androgynous Peripheral Attach System
Androgynous Peripheral Attach System lub Androgynous Peripheral Assembly System, w skrócie APAS (ang. Androgyniczny Peryferyjny System Łączenia / Przyłączania) – seria systemów dokowania używana w radzieckich i rosyjskich pojazdach i stacjach orbitalnych. System podobny do systemu APAS używany jest także w chińskich statkach Shenzhou.

## Budowa

Urządzenia cumownicze statków Apollo i Sojuz
A - wersja radziecka,
B - wersja amerykańska,
1 - Zapadki,
2 - Występy naprowadzające,
3 - Powierzchnia zetknięcia ruchomych pierścieni,
4 - Pierścień ruchomy w połączeniu aktywnym,
5 - Zamki,
6 - Wysuwane pręty napędu pierścieni,
7 - Pierścień ruchomy w połączenie biernym (transportowym).

Twórcą projektu systemu APAS był Władimir Syromiatnikow z moskiewskiego biura konstrukcyjnego Koroliowa. Zaprojektowany został na potrzeby lotu Sojuz-Apollo.
Akronim pochodzi od rosyjskiej nazwy systemu – Андрогинно-периферийный агрегат стыковки, w cyrylicy zapisywany jako АПАС. Angielskojęzyczny odpowiednik został przetłumaczony tak, aby dać ten sam akronim, chociaż nie jest tłumaczeniem dokładnym.
W odróżnieniu od systemów takich jak zaprojektowany również w Związku Radzieckim SSWP czy współczesny CBM węzły APAS są „androgyniczne” co oznacza, że obie strony mogą pełnić zarówno aktywną jak i pasywną funkcję, inaczej niż w ww. systemach, gdzie węzły aktywne i pasywne różnią się od siebie znacznie.
Istnieją trzy podstawowe wersje systemu.

### APAS-75
APAS-75 został opracowany na potrzeby lotu Sojuz-Apollo (ASTP). W odróżnieniu do wcześniejszych systemów dokowania, każdy węzeł mógł przyjąć rolę aktywną lub pasywną, w zależności od potrzeb. Najpierw z węzła aktywnego wysuwały się sondy, służące zgrubnemu ustaleniu pozycji. Pierścień węzła obracał się, aby zatrzasnąć rygle. Po ich zamknięciu uruchamiały się amortyzatory (w urządzeniu amerykańskim) i tłumiki mechaniczne (w urządzeniu radzieckim), niwelując skutki zderzenia. Część aktywna cofała się, zaciskając kołnierze systemu dokującego. Przy odcumowaniu węzły odpychane były przy pomocy czterech sprężyn.
Związek Radziecki zbudował pięć statków Sojuz typu 7K-TM wyposażonych w APAS-75. Trzy pierwsze posłużyły do testów nowej kapsuły (jako Kosmos 638, Kosmos 672 oraz Sojuz 16). Sojuz 19 został użyty w projekcie Sojuz-Apollo i był to jedyny egzemplarz, w którym faktycznie użyto węzła dokującego. Ostatni statek odbył misję jako Sojuz 22 po przebudowaniu modułu orbitalnego. Śluza, zacumowana do statku Apollo, z jednej strony wyposażona była w węzeł APAS-75, z drugiej w węzeł dokujący Apollo.

### APAS-89
Razem z pracami nad stacją Mir trwały prace w ramach programu Buran. APAS-89 miał być systemem przeznaczonym do dokowania radzieckich wahadłowców do stacji Mir. Pierwotny projekt został mocno zmodyfikowany. Zmniejszono zewnętrzną średnicę węzła z 2030 mm do 1150 mm, zaś prowadnice skierowano do wewnątrz zamiast na zewnątrz jak w oryginalnym projekcie. Spowodowało to zmniejszenie średnicy wewnętrznej przejścia przez węzeł do 80 cm. Program Buran został ostatecznie odwołany w 1994 roku, a żaden z orbiterów nie cumował nigdy do stacji, lecz moduł Kristałł wyposażony został w dwa takie węzły. Shuttle Docking Module używany do dokowania przez wahadłowce amerykańskie był także wyposażony w dwa węzły APAS-89. Ta wersja systemu jest czasem określana mianem Androgynous Peripheral Docking System.

### APAS-95
Program Shuttle-Mir wykorzystywał przez cały czas trwania APAS. Amerykańskie wahadłowce korzystały z węzła zaprojektowanego dla orbitera Buran, zamontowanego na ramie, przygotowywanej na potrzeby niewybudowanej stacji Freedom. RKK Energia na oznaczenie tego systemu użyła nazwy APAS-95, w rzeczywistości jednak nie różni się on praktycznie od APAS-89. Był wykorzystywany następnie do dokowania wahadłowców do ISS oraz do połączenia modułów Zaria i PMA-1. APAS na śluzach wahadłowców pozostał niezmieniony – w misjach na Mir i ISS używany był ten sam system. Węzły na modułach PMA były na stałe ustawione jako pasywne.

### Chiński system dokujący
Chiński węzeł, wykorzystywany w pojazdach Shenzhou i laboratorium orbitalnym Tiangong 1 jest modyfikacją systemu rosyjskiego, najprawdopodobniej pochodną wersji APAS-89. Wskazuje na to nie tylko zewnętrzny wygląd węzłów, ale też fakt, że Chińczycy przejęli od Rosjan wiele technologii (m.in. Sojuz-TM i skafandry Sokoł). Węzły chińskie wyposażone są w dwanaście zatrzasków. Zgodnie z deklaracją strony chińskiej, zgodne są z węzłami APAS, w jakie wyposażona jest Międzynarodowa Stacja Kosmiczna, co umożliwia potencjalne dokowanie pojazdów chińskich do ISS.

## Galeria

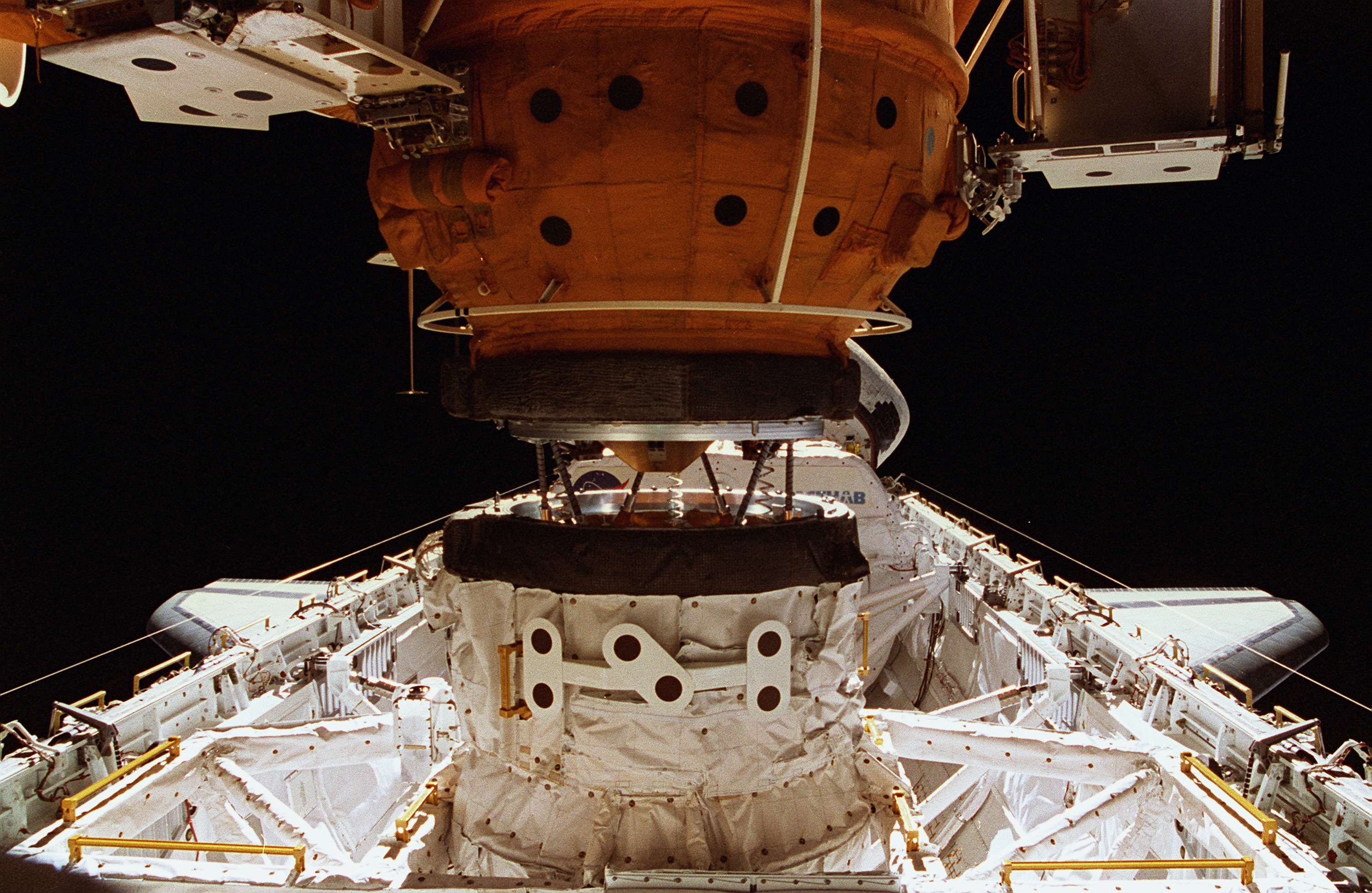
Wahadłowiec dokuje do stacji Mir z użyciem systemu APAS